# Котлик
Ко́тлик (рос. Котлик) — присілок у складі Шуміхинського району Курганської області, Росія. Входить до складу Більшовицької сільської ради.
Населення — 136 осіб (2010, 196 у 2002).
Національний склад станом на 2002 рік: росіяни — 97 %.